# Пьятти, Фламинио
Фламинио Пьятти (итал. Flaminio Piatti; 11 июля 1552, Милан, Миланское герцогство — 1 ноября 1613, Рим, Папская область) — итальянский куриальный кардинал и доктор обоих прав. Камерленго Священной Коллегии Кардиналов с 11 января 1610 по 10 января 1611. Кардинал-дьякон с 6 марта 1591, с титулярной диаконией Санта-Мария-ин-Домника с 5 апреля 1591 по 9 марта 1592. Кардинал-дьякон с титулярной диаконией Санти-Козма-э-Дамиано с 9 марта 1592 по 15 марта 1593. Кардинал-священник с титулом церкви Сан-Клементе с 15 марта 1593 по 10 июня 1596. Кардинал-священник с титулом церкви Сант-Онофрио c 10 июня 1596 по 24 апреля 1600. Кардинал-священник с титулом церкви Санта-Мария-делла-Паче c 24 апреля 1600 по 1 ноября 1613.